# ماريالفا
ماريالفا بلدية في ولاية بارانا في المنطقة الجنوبية من البرازيل.